# 電波監理委員会
電波監理委員会（でんぱかんりいいんかい）は、かつて設置されていた日本の行政機関のひとつ。通信・放送の監督を司る総理府の外局であり、行政委員会のひとつであった。

## 概要
電気通信の国家管理を解く為、連合国軍最高司令官総司令部（GHQ）の示唆により制定された電波監理委員会設置法に基づき、1950年（昭和25年）6月1日に設置された。通信・放送の監督に関する事項を司る第三者機関たる独立行政委員会（いわゆる「三条委員会」）で、振興行政を行う電気通信省から監督行政を分離したものである。
電波の割当てや放送局に関する事項、社団法人から特殊法人となった日本放送協会の役務に関する事項などを司るとされていた。アメリカ合衆国連邦通信委員会（FCC）に相当し、また、当のGHQもそれを目指していたようである。
国会の同意を得て内閣総理大臣が任命する委員長1人および委員6人で構成され、任期は6年。事務局は電波監理総局とされ、電気通信省外局であった電波庁が改組される形で設置された。
1952年（昭和27年）4月に日本が主権を回復すると、同年7月31日に郵政省設置法の一部改正に伴う関係法令の整理に関する法律（昭和27年法律第280号）により廃止された。電波監理委員会は郵政省に吸収され、国務大臣の諮問機関として電波監理審議会が設置される形で、通信・放送行政は再度、国務大臣により管理される事になった。
電波監理審議会でなく本委員会により予備免許が交付された放送局は、ラジオ局では多々あるが、テレビ局は最後の委員会であと20分で委員会がなくなるというときに交付が決定された日本テレビのみである。このときラジオ東京（現TBS）とNHKは保留されている。

### 歴代委員長
1. 富安謙次　昭和25年6月1日 - 昭和27年2月6日
2. 網島毅　昭和27年2月6日 - 昭和27年7月31日

## その後
廃止後も、通信・放送行政に関する行政委員会の設置の構想はときどき現れる。
1962年（昭和37年）に設置された郵政大臣の諮問機関である臨時放送関係法制調査会において、放送行政に関し行政委員会を置く答申を1964年（昭和39年）に行ったが、この時の放送法改正には盛り込まれなかった。
1996年（平成8年）に第2次橋本内閣が設置した行政改革会議においては、中央省庁再編をめぐる議論の中で通信・放送行政を行政委員会に委ねるべきか否かの検討が行われ、1997年（平成9年）9月の中間報告で、総務省の外局として「通信・放送委員会」を設置することと報告された。これについては郵政省が「GHQによる占領下で設立された行政委員会は責任の所在が不明確で非効率的であり、原則的に廃止されたものである」と主張し、分離に抵抗した。結局、同年12月の最終報告では、通信政策局および電気通信局を再編し、総務省の内部部局（情報通信政策局、総合通信基盤局）とすることとされた。
2009年（平成21年）には民主党が与党となり、総務省本省から通信・放送行政（情報流通行政局、情報通信国際戦略局、総合通信基盤局）を切り離し、内閣府外局として通信・放送委員会を設置する方針が決められた。これに関しては、野党時代の2003年（平成15年）と2004年（平成16年）にも通信・放送委員会設置法案を提出したが否決・廃案となった経緯がある。しかし、法案提出にも至らず、2012年（平成24年）に下野した。2013年（平成25年）にはみんなの党と共同で、2014年（平成26年）にはみんなの党および結いの党と共同で設置法案を提出したが、いずれも否決・廃案となった。